# Leena Peisa
Leena Peisa, z umetniškim imenom Awa, finska glasbenica, * 16. marec 1979, Vantaa, Finska.
Awa je edina ženska v heavy metal skupini Lordi, ki je maja 2006 v Atenah zmagala na Euroviziji. V skupini igra klaviature, na tem mestu pa je zamenjala prejšnjo članico skupine, Enarygg. Preden se je pridružila skupini Lordi je igrala v skipinah Dolchamar (svoje pesmi so izvajali v Esperantu) in Punaiset Messiaat. Njen nadimek izhaja iz angleške besedne zveze »Be AWAre« (pazi).